# デヴィッド・カーニー
デヴィッド・レイモンド・カーニー（David Raymond Carney, 1983年11月30日 - ）は、オーストラリア・シドニー出身の元サッカー選手。元オーストラリア代表。名前は「デビッド」、「デイヴィッド」とも表記される。

## 来歴

### クラブ
16歳の時にエヴァートンFCの下部組織に入団。そこではウェイン・ルーニーと一緒にプレーした。トップチームに昇格したものの出番がなかったカーニーは2003年に退団。その後、数チーム渡り歩くも出番はあまりなく、2005年3月にオーストラリアに戻りシドニーFCと契約した。初年度から主力として優勝に貢献。その活躍からルーマニアやドイツのクラブから注目を集めた。その後はイングランドに戻り、シェフィールド・ユナイテッド、ノリッジ・シティFCでプレーした。2009年8月27日、オランダのFCトゥウェンテに移籍。2010年9月、プレミアリーグ昇格を果たしたブラックプールFCへ移籍。
その後、スペインのADアルコルコンを経て、2012年はウズベキスタンの強豪FCブニョドコルへ移籍。
2013年8月8日、ニューヨーク・レッドブルズに移籍した。
2014年2月2日、ニューカッスル・ユナイテッド・ジェッツFCに移籍した。
2016年2月2日、シドニーFCに復帰した。

### 代表
AFCアジアカップ2011決勝で自身のミスでフリーにしてしまい李忠成に決勝ゴールを決められ優勝を逃した。このミスは、オーストラリア紙に今後のキャリアに一生つきまとうだろうと報じられ 当時、監督だったホルガー・オジェックは「失点の場面は、この試合で唯一ともいえる位置取りのミスだった」と発言した。
代表では左サイドバックとしてプレーした。

## 代表歴

### 出場大会
オーストラリア代表
- 2006年2月22日 - A代表初出場 - バーレーン戦
- 2007年 アジアカップ2007 (ベスト8)
- 2008年 北京オリンピック (オーバーエイジ枠) (グループリーグ敗退)
- 2010年 ワールドカップ2010 (グループリーグ敗退)
- 2011年 アジアカップ2011 (準優勝)

### 試合数
- 国際Aマッチ 48試合 6得点（2006年-2013年）[3]

| オーストラリア代表 | 国際Aマッチ | 国際Aマッチ |
| 年                 | 出場        | 得点        |
| ------------------ | ----------- | ----------- |
| 2006               | 2           | 0           |
| 2007               | 4           | 1           |
| 2008               | 11          | 0           |
| 2009               | 6           | 2           |
| 2010               | 9           | 1           |
| 2011               | 7           | 2           |
| 2012               | 7           | 0           |
| 2013               | 2           | 0           |
| 通算               | 48          | 6           |